# Список об'єктів Світової спадщини ЮНЕСКО в Арабських країнах

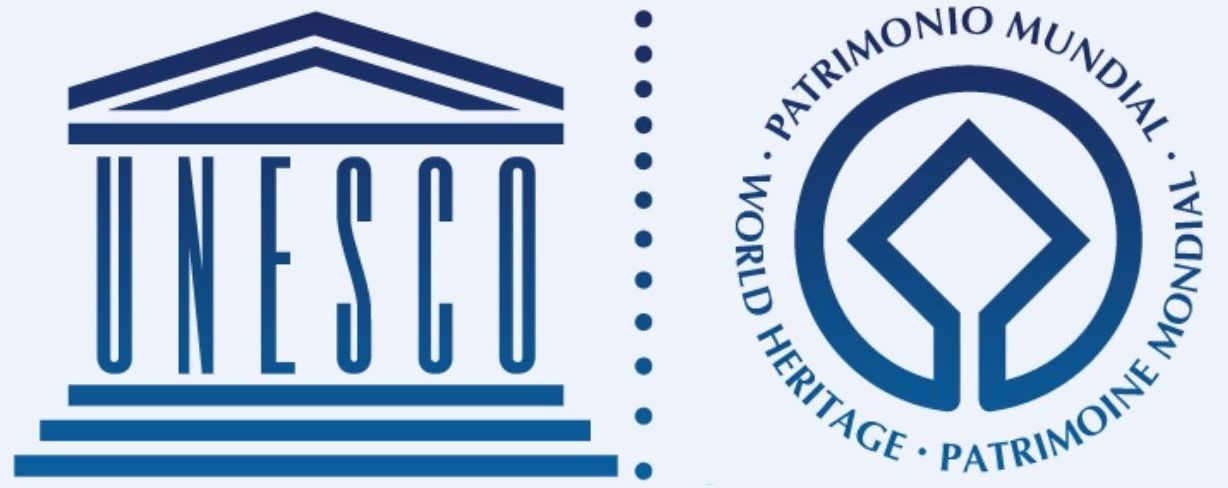
Емблема проєкту Світова спадщина ЮНЕСКО

Цей список містить об'єкти Світової спадщини ЮНЕСКО в Арабських країнах.
У списку станом на 2023 рік налічується 90 об'єктів. Разом це становить 7,78 % загальної кількості об'єктів Світової спадщини ЮНЕСКО.
82 об'єкти внесені до списку за культурними критеріями, причому 18 з них визнані шедеврами людського генія (критерій i), 5 об'єктів включені за природними критеріями, 3 з них визнані природним феноменом виняткової краси та естетичної важливості (критерій vii) і ще 3 об'єкти включені за змішаними критеріями. 23 об'єкти зі списку перебувають під загрозою.
| i  | ii | iii | iv | v  | vi | vii | viii | ix | x |
| -- | -- | --- | -- | -- | -- | --- | ---- | -- | - |
| 18 | 32 | 57  | 52 | 24 | 26 | 3   | 2    | 3  | 5 |

У наведеній таблиці об'єкти розташовані за країною, а далі у хронологічному порядку їх внесення до списку Світової спадщини.
Кольорами у списку позначено:
| культурний | природний | змішаний | під загрозою |
| ---------- | --------- | -------- | ------------ |
| 82         | 5         | 3        | 23           |

## Алжир
| № | Зображення | Назва                                                | Місцеположення                              | Час створення             | Час внесення до списку                                | №   | Критерії          |
| - | ---------- | ---------------------------------------------------- | ------------------------------------------- | ------------------------- | ----------------------------------------------------- | --- | ----------------- |
| 1 |            | Аль-Кала-Бені-Хаммад (англ. Al Qal'a of Beni Hammad) | Алжир Громада Маадиду "Бешар", вілаєт Мсіла | 1007                      | 1980                                                  | 102 | iii               |
| 2 |            | Тассілі-н'Адджер (англ. Tassili n'Ajjer)             | Алжир Вілаєти Іллізі та Таманрассет         | 6-те тисячоліття до н. е. | 1982                                                  | 179 | i, iii, vii, viii |
| 3 |            | Долина Мзаб (англ. M'Zab Valley)                     | Алжир Вілаєт Гардая                         | XI століття               | 1982                                                  | 188 | ii, iii, v        |
| 4 |            | Джеміла (англ. Djémila)                              | Алжир Вілаєт Сетіф                          | II століття               | 1982                                                  | 191 | iii, iv           |
| 5 |            | Тіпаза (англ. Tipasa)                                | Алжир Місто та вілаєт Тіпаза                | VI століття до н. е.      | 1982 (з 2002 року по 2006 рік перебував під загрозою) | 193 | iii, iv           |
| 6 |            | Тімгад (англ. Timgad)                                | Алжир Місто Тімгад, вілаєт Батна            | II століття               | 1982                                                  | 194 | ii, iii, iv       |
| 7 |            | Касба Алжиру (англ. Kasbah of Algiers)               | Алжир Місто та вілаєт Алжир                 | XVI століття              | 1992                                                  | 565 | ii, v             |

## Бахрейн
| № | Зображення | Назва | Місцеположення           | Час створення             | Час внесення до списку                     | №    | Критерії    |
| - | ---------- | --- | ------------------------ | ------------------------- | ------------------------------------------ | ---- | ----------- |
| 1 |            | Калат-аль-Бахрейн - стародавній порт і столиця Дільмуну (англ. Qal’at al-Bahrain – Ancient Harbour and Capital of Dilmun) | Бахрейн Північний регіон | XV століття               | 2005 (незначні зміни у 2008 та 2014 роках) | 1192 | ii, iii, iv |
| 2 |            | Перлини, свідчення острівної економіки (англ. Pearling, Testimony of an Island Economy)                                   | Бахрейн                  | XIX століття              | 2012                                       | 1364 | iii         |
| 3 |            | Кургани Дільмун (англ. Dilmun Burial Mounds)                                                                              | Бахрейн                  | 3-тє тисячоліття до н. е. | 2019                                       | 1542 | iii, iv     |

## Єгипет
| № | Зображення | Назва | Місцеположення                                                         | Час створення             | Час внесення до списку                      | №    | Критерії       |
| - | ---------- | --- | ---------------------------------------------------------------------- | ------------------------- | ------------------------------------------- | ---- | -------------- |
| 1 |            | Мемфіс і його некрополь — поля пірамід від Гізи до Дахшура (англ. Memphis and its Necropolis – the Pyramid Fields from Giza to Dahshur) | Єгипет Губернаторство Гіза                                             | 3-тє тисячоліття до н. е. | 1979                                        | 86   | i, iii, vi     |
| 2 |            | Стародавні Фіви та їх некрополь (англ. Ancient Thebes with its Necropolis)                                                              | Єгипет Губернаторство Кена                                             | 2-ге тисячоліття до н. е. | 1979                                        | 87   | i, iii, vi     |
| 3 |            | Нубійські пам'ятки від Абу-Сімбела до Філи (англ. Nubian Monuments from Abu Simbel to Philae)                                           | Єгипет Губернаторство Асуан                                            | 2-ге тисячоліття до н. е. | 1979                                        | 88   | i, iii, vi     |
| 4 |            | Історичний Каїр (англ. Historic Cairo)                                                                                                  | Єгипет Губернаторство Каїр                                             | X століття                | 1979                                        | 89   | i, v, vi       |
| 5 |            | Абу-Мена (англ. Abu Mena) | Єгипет Пустеля Мар'ют, округ Бург аль-Араб, губернаторство Александрія | IV століття               | 1979 (з 2001 року перебувають під загрозою) | 90   | iv             |
| 6 |            | Район монастиря святої Катерини (англ. Saint Catherine Area)                                                                            | Єгипет Губернаторство Південний Синай                                  | VI століття               | 2002                                        | 954  | i, iii, iv, vi |
| 7 |            | Ваді-аль-Хітан (Китова долина) (англ. Wadi Al-Hitan (Whale Valley))                                                                     | Єгипет Губернаторство Ель-Фаюм                                         | —                         | 2005                                        | 1186 | viii           |

## Ємен
| № | Зображення | Назва | Місцеположення                                             | Час створення         | Час внесення до списку                    | №    | Критерії   |
| - | ---------- | --- | ---------------------------------------------------------- | --------------------- | ----------------------------------------- | ---- | ---------- |
| 1 |            | Старе місто з мурами Шибам (англ. Old Walled City of Shibam)                                              | Ємен Мухафаза Хадрамаут, в області Хадрамаут, район Сайвун | XVI століття          | 1982 (з 2015 року перебуває під загрозою) | 192  | iii, iv, v |
| 2 |            | Старе місто Сана (англ. Old City of Sana'a)                                                               | Ємен Мухафаза Сана                                         | VII століття          | 1986 (з 2015 року перебуває під загрозою) | 385  | iv, v, vi  |
| 3 |            | Історичне місто Забід (англ. Historic Town of Zabid)                                                      | Ємен Мухафаза Ходейда                                      | VIII століття         | 1993 (з 2000 року перебуває під загрозою) | 611  | ii, iv, vi |
| 4 |            | Архіпелаг Сокотра (англ. Socotra Archipelago)                                                             | Ємен                                                       | —                     | 2008                                      | 1263 | x          |
| 5 |            | Пам'ятки Стародавнього Сабейського царства, Маріб (англ. Landmarks of the Ancient Kingdom of Saba, Marib) | Ємен                                                       | VII століття до н. е. | 2023 (з 2023 року перебуває під загрозою) | 1700 | iii, iv    |

## Єрусалим
| № | Зображення | Назва                                                                           | Місцеположення               | Час створення                      | Час внесення до списку                    | №   | Критерії    |
| - | ---------- | ------------------------------------------------------------------------------- | ---------------------------- | ---------------------------------- | ----------------------------------------- | --- | ----------- |
| 1 |            | Старе місто Єрусалиму та його стіни (англ. Old City of Jerusalem and its Walls) | Єрусалим Єрусалимський округ | I століття до н. е. - VII століття | 1981 (з 1982 року перебуває під загрозою) | 148 | ii, iii, vi |

## Ірак
| № | Зображення | Назва | Місцеположення                             | Час створення             | Час внесення до списку                    | №    | Критерії        |
| - | ---------- | --- | ------------------------------------------ | ------------------------- | ----------------------------------------- | ---- | --------------- |
| 1 |            | Хатра (англ. Hatra) | Ірак Провінція Ніневія                     | I століття до н. е.       | 1985 (з 2015 року перебуває під загрозою) | 277  | ii, iii, iv, vi |
| 2 |            | Ашшур (Калат Шеркат) (англ. Ashur (Qal'at Sherqat)) | Ірак Провінція Салах-ед-Дін                | 2-ге тисячоліття до н. е. | 2003 (з 2003 року перебуває під загрозою) | 1130 | iii, iv         |
| 3 |            | Самарра — археологічне місто (англ. Samarra Archaeological City) | Ірак Місто Самарра, провінція Салах-ед-Дін | IX століття               | 2007 (з 2007 року перебуває під загрозою) | 276  | ii, iii, iv     |
| 4 |            | Цитадель Ербіль (англ. Erbil Citadel) | Ірак                                       | XIX століття              | 2014                                      | 1437 | iv              |
| 5 |            | Болота на півдні Іраку: притулок біорізноманіття та реліктовий ландшафт месопотамських міст (англ. The Ahwar of Southern Iraq: Refuge of Biodiversity and the Relict Landscape of the Mesopotamian Cities) | Ірак                                       | 4-те тисячоліття до н. е. | 2016                                      | 1481 | iii, v, ix, x   |
| 6 |            | Вавилон (англ. Babylon) | Ірак                                       | VII століття до н. е.     | 2019                                      | 278  | iii, vi         |

## Йорданія
| № | Зображення | Назва | Місцеположення                                   | Час створення              | Час внесення до списку | №    | Критерії    |
| - | ---------- | --- | ------------------------------------------------ | -------------------------- | ---------------------- | ---- | ----------- |
| 1 |            | Петра (англ. Petra)                                                                                                   | Йорданія Провінція Маан                          | III століття до н. е.      | 1985                   | 326  | i, iii, iv  |
| 2 |            | Кусейр-Амра (англ. Quseir Amra)                                                                                       | Йорданія Аравійська пустеля — провінція Ез-Зарка | VIII століття              | 1985                   | 327  | i, iii, iv  |
| 3 |            | Умм-ер-Расас (Кастром Мефаа) (англ. Um er-Rasas (Kastrom Mefa'a))                                                     | Йорданія Провінція Мадаба                        | III століття               | 2004                   | 1093 | i, iv, vi   |
| 4 |            | Заповідна зона Ваді-Рам (англ. Wadi Rum Protected Area)                                                               | Йорданія                                         | 10-те тисячоліття до н. е. | 2011                   | 1377 | iii, v, vii |
| 5 |            | Місце хрещення "Віфанія за Йорданом" (Ель-Магтас) (англ. Baptism Site “Bethany Beyond the Jordan” (Al-Maghtas))       | Йорданія                                         | V століття                 | 2015                   | 1446 | iii, vi     |
| 6 |            | Ес-Салт — місце толерантності та міської гостинності]] (англ. As-Salt - The Place of Tolerance and Urban Hospitality) | Йорданія провінція Ель-Балка                     | XIX століття               | 2021                   | 689  | ii, iii     |

## Катар
| № | Зображення | Назва                                                                | Місцеположення | Час створення  | Час внесення до списку | №    | Критерії   |
| - | ---------- | -------------------------------------------------------------------- | -------------- | -------------- | ---------------------- | ---- | ---------- |
| 1 |            | Археологічна пам'ятка Зубарах (англ. Al Zubarah Archaeological Site) | Катар          | XVIII століття | 2013                   | 1402 | iii, iv, v |

## Ліван
| № | Зображення | Назва | Місцеположення                                               | Час створення             | Час внесення до списку                    | №    | Критерії    |
| - | ---------- | --- | ------------------------------------------------------------ | ------------------------- | ----------------------------------------- | ---- | ----------- |
| 1 |            | Анджар (англ. Anjar) | Ліван Район Захле, провінція Бекаа                           | VIII століття             | 1984                                      | 293  | iii, iv     |
| 2 |            | Баальбек (англ. Baalbek) | Ліван Місто і район Баальбек, провінція Бекаа                | I століття                | 1984                                      | 294  | i, iv       |
| 3 |            | Бібл (англ. Byblos) | Ліван Місто і район Джебейль, провінція Гірський Ліван       | 3-тє тисячоліття до н. е. | 1984                                      | 295  | iii, iv, vi |
| 4 |            | Сур (англ. Tyre) | Ліван Місто і район Тір, провінція Південний Ліван           | II століття               | 1984                                      | 299  | iii, vi     |
| 5 |            | Уаді-Кадіша (Священна долина) та Ліс Божих кедрів (Хорш-Арз-ель-Раб) (англ. Ouadi Qadisha (the Holy Valley) and the Forest of the Cedars of God (Horsh Arz el-Rab)) | Ліван Долина Кадіша, район Бішарі, провінція Північний Ліван | IV століття               | 1998                                      | 850  | iii, iv     |
| 6 |            | Міжнародний ярмарок Рашида Караме — Триполі (англ. Rachid Karami International Fair-Tripoli)                                                                        | Ліван                                                        | 1967 — 1975               | 2023 (з 2023 року перебуває під загрозою) | 1702 | ii, iv      |

## Лівія
| № | Зображення | Назва                                                                          | Місцеположення                           | Час створення              | Час внесення до списку                    | №   | Критерії    |
| - | ---------- | ------------------------------------------------------------------------------ | ---------------------------------------- | -------------------------- | ----------------------------------------- | --- | ----------- |
| 1 |            | Археологічна пам'ятка Лептіс-Магна (англ. Archaeological Site of Leptis Magna) | Лівія Муніципалітет Хомс                 | III століття               | 1982 (з 2016 року перебуває під загрозою) | 183 | i, ii, iii  |
| 2 |            | Археологічна пам'ятка Сабрата (англ. Archaeological Site of Sabratha)          | Лівія Муніципалітет Ез-Завія             | II століття                | 1982 (з 2016 року перебуває під загрозою) | 184 | iii         |
| 3 |            | Археологічна пам'ятка Кирена (англ. Archaeological Site of Cyrene)             | Лівія Муніципалітет Ель-Джебал Ель-Ахдар | VII століття до н. е.      | 1982 (з 2016 року перебуває під загрозою) | 190 | ii, iii, vi |
| 4 |            | Наскельні малюнки Тадрарт-Акакуса (англ. Rock-Art Sites of Tadrart Acacus)     | Лівія Феццан                             | 10-те тисячоліття до н. е. | 1985 (з 2016 року перебуває під загрозою) | 287 | iii         |
| 5 |            | Старе місто Гадамес (англ. Old Town of Ghadamès)                               | Лівія                                    | XII століття               | 1986 (з 2016 року перебуває під загрозою) | 362 | v           |

## Мавританія
| № | Зображення | Назва | Місцеположення                                                                                 | Час створення | Час внесення до списку | №   | Критерії   |
| - | ---------- | --- | ---------------------------------------------------------------------------------------------- | ------------- | ---------------------- | --- | ---------- |
| 1 |            | Національний парк Банк-д'Арґен (англ. Banc d'Arguin National Park)                                                    | Мавританія Нуадібу та Азефаль                                                                  | —             | 1989                   | 506 | ix, x      |
| 2 |            | Стародавні ксари Уадана, Шингетті, Тішита та Уалати (англ. Ancient Ksour of Ouadane, Chinguetti, Tichitt and Oualata) | Мавританія Уадан, Шингетті: область Адрар; Тішит: область Тагант; Уалата: область Ход-еш-Шаркі | XII століття  | 1996                   | 750 | iii, iv, v |

## Марокко
| № | Зображення | Назва | Місцеположення                                                                                   | Час створення  | Час внесення до списку            | №    | Критерії        |
| - | ---------- | --- | ------------------------------------------------------------------------------------------------ | -------------- | --------------------------------- | ---- | --------------- |
| 1 |            | Медина Феса (англ. Medina of Fez)                                                                                              | Марокко Місто Фес                                                                                | IX століття    | 1981                              | 170  | ii, v           |
| 2 |            | Медина Марракеша (англ. Medina of Marrakesh)                                                                                   | Марокко Провінція Марракеш                                                                       | XI століття    | 1985                              | 331  | i, ii, iv, v    |
| 3 |            | Ксар Айт-Бен-Хадду (англ. Ksar of Ait-Ben-Haddou)                                                                              | Марокко                                                                                          | XVII століття  | 1987                              | 444  | iv, v           |
| 4 |            | Історичне місто Мекнес (англ. Historic City of Meknes)                                                                         | Марокко Південно-центральний регіон, префектура Мекнес                                           | XVII століття  | 1996                              | 793  | iv              |
| 5 |            | Археологічна пам'ятка Волюбіліс (англ. Archaeological Site of Volubilis)                                                       | Марокко Префектура Мекнес - регіон Фес — Мекнес, Мулай-Ідріс-Зергун                              | I століття     | 1997 (незначні зміни у 2008 році) | 836  | ii, iii, iv, vi |
| 6 |            | Медина Тетуана (раніше відома як Тітавін) (англ. Medina of Tétouan (formerly known as Titawin))                                | Марокко Північно-східний регіон, Танжер — Тетуан — Ель-Хосейма, провінція Тетуан, медина Тетуана | XV століття    | 1997                              | 837  | ii, iv, v       |
| 7 |            | Медина Ес-Сувейри (колишній Могадор) (англ. Medina of Essaouira (formerly Mogador)))                                           | Марокко Провінція Ес-Сувейра, регіон Марракеш — Сафі                                             | XVIII століття | 2001                              | 753  | ii, iv          |
| 8 |            | Португальське місто Мазаган (Ель-Джадіда) (англ. Portuguese City of Mazagan (El Jadida))                                       | Марокко Регіон: Касабланка — Сеттат, провінція Ель-Джадіда                                       | XVI століття   | 2004                              | 1058 | ii, iv          |
| 9 |            | Рабат, сучасна столиця та історичне місто: спільна спадщина (англ. Rabat, Modern Capital and Historic City: a Shared Heritage) | Марокко                                                                                          | XX століття    | 2012                              | 1401 | ii, iv          |

## ОАЕ
| № | Зображення | Назва | Місцеположення | Час створення             | Час внесення до списку | №    | Критерії   |
| - | ---------- | --- | -------------- | ------------------------- | ---------------------- | ---- | ---------- |
| 1 |            | Культурні пам'ятки Аль-Айна (Хафіт, Хілі, Бідаа Бінт Сауд та оази) (англ. Cultural Sites of Al Ain (Hafit, Hili, Bidaa Bint Saud and Oases Areas)) | ОАЕ            | 3-тє тисячоліття до н. е. | 2011                   | 1343 | iii, iv, v |

## Оман
| № | Зображення | Назва                                                                                                   | Місцеположення                                  | Час створення             | Час внесення до списку                                | №    | Критерії |
| - | ---------- | --- | ----------------------------------------------- | ------------------------- | ----------------------------------------------------- | ---- | -------- |
| 1 |            | Форт Бахла (англ. Bahla Fort)                                                                           | Оман Оаза Бахла, 25 км на захід від Назви       | XII століття              | 1987 (з 1988 року по 2004 рік перебував під загрозою) | 433  | iv       |
| 2 |            | Археологічні пам'ятки Бат, Аль-Хутм та Аль-Айн (англ. Archaeological Sites of Bat, Al-Khutm and Al-Ayn) | Оман Мухафаза Ез-Захіра                         | 3-тє тисячоліття до н. е. | 1988                                                  | 434  | iii, iv  |
| 3 |            | Земля ладану (англ. Land of Frankincense)                                                               | Оман Мухафаза Дофар                             | IV століття до н. е.      | 2000                                                  | 1010 | iii, iv  |
| 4 |            | Іригаційні системи Афладж в Омані (англ. Aflaj Irrigation Systems of Oman)                              | Оман Регіони Ед-Дахілія, Еш-Шаркійя, Ель-Батіна | VI століття               | 2006                                                  | 1207 | v        |
| 5 |            | Стародавнє місто Кальхат (англ. Ancient City of Qalhat)                                                 | Оман                                            | XI століття               | 2018                                                  | 1537 | ii, iii  |

## Палестина
| № | Зображення | Назва | Місцеположення    | Час створення             | Час внесення до списку                                | №    | Критерії   |
| - | ---------- | --- | ----------------- | ------------------------- | ----------------------------------------------------- | ---- | ---------- |
| 1 |            | Місце народження Ісуса: храм Різдва Христового та паломницький шлях, Вифлеєм (англ. Birthplace of Jesus: Church of the Nativity and the Pilgrimage Route, Bethlehem)                         | Палестина Вифлеєм | IV століття               | 2012 (з 2012 року по 2012 рік перебував під загрозою) | 1433 | iv, vi     |
| 2 |            | Палестина: земля оливок і виноградної лози — культурний ландшафт Південного Єрусалиму, Баттір (англ. Palestine: Land of Olives and Vines – Cultural Landscape of Southern Jerusalem, Battir) | Палестина         | 2-ге тисячоліття до н. е. | 2014 (з 2014 року перебуває під загрозою)             | 1492 | iv, v      |
| 3 |            | Старе місто Хеврон/Аль-Халіль (англ. Hebron/Al-Khalil Old Town) | Палестина         | XIII століття             | 2017 (з 2017 року перебуває під загрозою)             | 1565 | ii, iv, vi |

## Саудівська Аравія
| № | Зображення | Назва | Місцеположення    | Час створення             | Час внесення до списку | №    | Критерії   |
| - | ---------- | --- | ----------------- | ------------------------- | ---------------------- | ---- | ---------- |
| 1 |            | Археологічна пам'ятка Хегра (Аль-Хіджр / Мадаїн-Саліх) (англ. Hegra Archaeological Site (al-Hijr / Madā ͐ in Ṣāliḥ)) | Саудівська Аравія | I століття                | 2008                   | 1293 | ii, iii    |
| 2 |            | Район Ат-Турайф в Ед-Дірійї (англ. At-Turaif District in ad-Dir'iyah)                                               | Саудівська Аравія | XVIII століття            | 2010                   | 1329 | iv, v, vi  |
| 3 |            | Історична Джидда, ворота до Мекки (англ. Historic Jeddah, the Gate to Makkah)                                       | Саудівська Аравія | XIX століття              | 2014                   | 1361 | ii, iv, vi |
| 4 |            | Наскельний живопис у регіоні Хаїль в Саудівській Аравії (англ. Rock Art in the Hail Region of Saudi Arabia)         | Саудівська Аравія | 9-те тисячоліття до н. е. | 2015                   | 1472 | i, iii     |
| 5 |            | Оаза Ель-Хаса — культурний ландшафт, що розвивається (англ. Al-Ahsa Oasis, an Evolving Cultural Landscape)          | Саудівська Аравія | VII століття              | 2018                   | 1563 | iii, iv, v |
| 6 |            | Культурна зона Хіма (англ. Ḥimā Cultural Area)                                                                      | Саудівська Аравія | 5-те тисячоліття до н. е. | 2021                   | 1619 | iii        |

## Сирія
| № | Зображення | Назва                                                                                         | Місцеположення                            | Час створення | Час внесення до списку                                                 | №    | Критерії           |
| - | ---------- | --------------------------------------------------------------------------------------------- | ----------------------------------------- | ------------- | ---------------------------------------------------------------------- | ---- | ------------------ |
| 1 |            | Стародавнє місто Дамаск (англ. Ancient City of Damascus)                                      | Сирія Провінція Дамаск                    | VIII століття | 1979 (незначні зміни у 2011 році) (з 2013 року перебуває під загрозою) | 20   | i, ii, iii, iv, vi |
| 2 |            | Стародавнє місто Бусра (англ. Ancient City of Bosra)                                          | Сирія Провінція Дар'а                     | II століття   | 1980 (з 2013 року перебуває під загрозою) (незначні зміни у 2017 році) | 22   | i, iii, vi         |
| 3 |            | Місце розташування Пальміри (англ. Site of Palmyra)                                           | Сирія Провінція Хомс                      | I століття    | 1980 (з 2013 року перебуває під загрозою) (незначні зміни у 2017 році) | 23   | i, ii, iv          |
| 4 |            | Стародавнє місто Алеппо (англ. Ancient City of Aleppo)                                        | Сирія Алеппо                              | XII століття  | 1986 (з 2013 року перебуває під загрозою)                              | 21   | iii, iv            |
| 5 |            | Крак де Шевальє та Цитадель Салах ад-Діна (англ. Crac des Chevaliers and Qal’at Salah El-Din) | Сирія Муніципалітети Аль-Хосн і Аль-Хаффа | XII століття  | 2006 (з 2013 року перебуває під загрозою)                              | 1229 | ii, iv             |
| 6 |            | Стародавні міста Північної Сирії (англ. Ancient Villages of Northern Syria)                   | Сирія                                     | I століття    | 2011 (з 2013 року перебуває під загрозою)                              | 1348 | iii, iv, v         |

## Судан
| № | Зображення | Назва | Місцеположення                        | Час створення         | Час внесення до списку | №    | Критерії           |
| - | ---------- | --- | ------------------------------------- | --------------------- | ---------------------- | ---- | ------------------ |
| 1 |            | Джебель-Баркал та пам'ятки регіону Напата (англ. Gebel Barkal and the Sites of the Napatan Region)                                                                                                | Судан Північний штат, провінція Мерое | VIII століття         | 2003                   | 1073 | i, ii, iii, iv, vi |
| 2 |            | Археологічні пам'ятки острова Мерое (англ. Archaeological Sites of the Island of Meroe) | Судан                                 | III століття до н. е. | 2011                   | 1336 | ii, iii, iv, v     |
| 3 |            | Морський національний парк Санганеб і затока Дунгонаб — Морський національний парк острова Муккавар (англ. Sanganeb Marine National Park and Dungonab Bay – Mukkawar Island Marine National Park) | Судан                                 | —                     | 2016                   | 262  | vii, ix, x         |

## Туніс
| № | Зображення | Назва                                                                                     | Місцеположення                                             | Час створення        | Час внесення до списку                                | №   | Критерії          |
| - | ---------- | ----------------------------------------------------------------------------------------- | ---------------------------------------------------------- | -------------------- | ----------------------------------------------------- | --- | ----------------- |
| 1 |            | Медина Тунісу (англ. Medina of Tunis)                                                     | Туніс місто Туніс                                          | X століття           | 1979 (незначні зміни у 2010 році)                     | 36  | ii, iii, v        |
| 2 |            | Археологічна пам'ятка Карфагену (англ. Archaeological Site of Carthage)                   | Туніс Вілаєт Туніс                                         | VI століття до н. е. | 1979                                                  | 37  | ii, iii, vi       |
| 3 |            | Амфітеатр в Ель-Джемі (англ. Amphitheatre of El Jem)                                      | Туніс Вілаєт Махдія                                        | III століття         | 1979 (незначні зміни у 2010 році)                     | 38  | iv, vi            |
| 4 |            | Національний парк Ішкель (англ. Ichkeul National Park)                                    | Туніс Вілаєт Бізерта, 25 км на південний захід від Бізерти | —                    | 1980 (з 1996 року по 2006 рік перебував під загрозою) | 8   | x                 |
| 5 |            | Пунічне місто Керкуан та його некрополь (англ. Punic Town of Kerkuane and its Necropolis) | Туніс Вілаєт Набуль                                        | III століття         | 1985 (розширено в 1986 році)                          | 332 | iii               |
| 6 |            | Медина Сус (англ. Medina of Sousse)                                                       | Туніс Вілаєт Сус                                           | VII століття         | 1988 (незначні зміни у 2010 році)                     | 498 | iii, iv, v        |
| 7 |            | Кайруан (англ. Kairouan)                                                                  | Туніс Вілаєт Кайруан                                       | IX століття          | 1988 (незначні зміни у 2010 році)                     | 499 | i, ii, iii, v, vi |
| 8 |            | Дугга / Тугга (англ. Dougga / Thugga)                                                     | Туніс Вілаєт Беджа                                         | II століття          | 1997                                                  | 794 | ii, iii           |